# Неймышево
Неймышево — деревня в Туринском городском округе Свердловской области России.

## Географическое положение
Неймышево расположено в 37 километрах к западу от города Туринска (по дорогам в 59 километрах), на правом берегу реки Сусатки — правого протока реки Туры.

## Население
| 2002 | 2010 | 2021 |
| ---- | ---- | ---- |
| 104  | ↘94  | ↘52  |